# Сборная Франции по теннису в Кубке Дэвиса
Сборная команда Франции по теннису в Кубке Дэвиса представляет Францию в Кубке Дэвиса — наиболее престижном командном мужском теннисном турнире для национальных сборных. Сборная команда Франции выступает в Кубке Дэвиса с 1904 года и за это время завоевала главный трофей соревнования 10 раз (в последний раз в 2017 году), а также 9 раз проигрывала в финале (в последний раз в 2018 году).

## История
Сборная Франции принимает участие в Кубке Дэвиса с 1904 года, когда в своём дебютном матче она проиграла команде Бельгии. В последующие два десятилетия французские теннисисты несколько раз в 1919, 1923 и 1924 годах доходили до финала плей-офф (победитель которого должен был играть в раунде вызова за титул с действующими чемпионами), но каждый раз останавливались на этом этапе.
К середине 1920-х годов сформировался сильнейший в истории состав сборной Франции, в который входили так называемые «мушкетёры» — Жан Боротра, Жак Брюньон, Анри Коше и Рене Лакост. В этом составе (с вариациями) французы начиная с 1925 года девять лет подряд участвовали в раунде вызова, одержав шесть побед подряд с 1927 по 1932 год, пока не уступили ведомой Фредом Перри сборной Великобритании.
С момента возникновения в Кубке Дэвиса Мировой группы французская сборная почти неизменно является её участницей, пропустив лишь один сезон в 1986 году. Хотя французам долгое время не удавалось собрать состав, приближающийся по классу к «мушкетёрам», начиная с 1982 года они десять раз играли в финале Мировой группы и трижды завоёвывали за это время главный трофей. Двукратными обладателями Кубка Дэвиса в эти годы стали Ги Форже и Седрик Пьолин. Новые надежды поклонников сборной в конце 2008 года породил тот факт, что впервые с момента введения в 1973 году компьютерного рейтинга АТР в числе 20 лучших теннисистов мира оказались сразу четыре француза — Ришар Гаске, Гаэль Монфис, Жиль Симон и Жо-Вильфрид Тсонга, сразу получившие от прессы прозвище «новые мушкетёры». Этому составу удалось на следующий год дойти до финала Мировой группы, а в 2011 году — до полуфинала. В 2014 году Гаске, Монфис, Тсонга и Жюльен Беннетто во второй раз за пять лет вывели французскую сборную в финал, но снова не сумели завоевать главный трофей турнира. Десятого титула французы добились в 2017 году после победы в финале над бельгийской сборной со счётом 3:2 — по одному очку принесли команде Тсонга, Люка Пуй и пара Гаске—Пьер-Юг Эрбер. На следующий год команда снова пробилась в финал, но уступила на своём корте хорватам.

## Статистика и рекорды

### Команда
- Самая длинная серия побед — 11 (с мая 1927 по июль 1933 года; за это время одержаны шесть побед подряд в раунде вызова)
- Самая крупная победа — 15:0 по сетам, 91:23 по геймам (Франция-Монако, 1947 год)
- Самый длинный матч — 21 час 2 минуты (Швейцария-Франция 2:3, 2001 год)
  - Наибольшее количество геймов в матче — 281 (Парагвай-Франция 3:2, 1985 год)
- Самая длинная игра — 5 часов 46 минут ( Марк Россе —  Арно Клеман 3-6, 6-3, 6-74, 7-66, 13-15, 2001 год)
  - Наибольшее количество геймов в игре — 82 ( Виктор Печчи —  Янник Ноа 6-8, 15-13, 2-6, 8-6, 10-8, 1985 год)
- Наибольшее количество геймов в сете — 32 ( Франсиско Гонсалес —  Янник Ноа 6-3, 3-6, 15-17, 4-6, 1985 год)

### Игроки
- Наибольшее количество сезонов — Жан Боротра (17)
- Наибольшее количество матчей — Франсуа Жоффре (35)
- Наибольшее количество игр — Франсуа Жоффре (70)
- Наибольшее количество побед — Пьер Дармон (47-21)
  - Наибольшее количество побед в одиночном разряде — Пьер Дармон (44-17)
  - Наибольшее количество побед в парном разряде — Жак Брюньон (22-9)
- Самая успешная пара — Анри Леконт/Ги Форже (11-0)
- Самый молодой игрок — 17 лет и 212 дней (Даниэль Конте, 2 июня 1961 года)
- Самый возрастной игрок — 48 лет и 304 дня (Жан Боротра, 14 июня 1947 года)

## Участие в финальных матчах Кубка Дэвиса
| Результат     | Год  | Место проведения       | Состав                                              | Соперник       | Счёт |
| ------------- | ---- | ---------------------- | --------------------------------------------------- | -------------- | ---- |
| Поражение (1) | 1925 | Филадельфия, США       | Ж. Боротра, Р. Лакост                               | США            | 0-5  |
| Поражение (2) | 1926 | Филадельфия, США       | Ж. Боротра, Ж. Брюньон, А. Коше Р. Лакост           | США            | 1-4  |
| Победа (1)    | 1927 | Филадельфия, США       | Ж. Боротра, Ж. Брюньон, А. Коше, Р. Лакост          | США            | 3-2  |
| Победа (2)    | 1928 | Париж, Франция         | Ж. Боротра, А. Коше, Р. Лакост                      | США            | 4-1  |
| Победа (3)    | 1929 | Париж, Франция         | Ж. Боротра, А. Коше                                 | США            | 3-2  |
| Победа (4)    | 1930 | Париж, Франция         | Ж. Боротра, Ж. Брюньон, А. Коше                     | США            | 4-1  |
| Победа (5)    | 1931 | Париж, Франция         | Ж. Боротра, Ж. Брюньон, А. Коше                     | Великобритания | 3-2  |
| Победа (6)    | 1932 | Париж, Франция         | Ж. Боротра, Ж. Брюньон, А. Коше                     | США            | 3-2  |
| Поражение (3) | 1933 | Париж, Франция         | Ж. Боротра, Ж. Брюньон, А. Коше                     | Великобритания | 2-3  |
| Поражение (4) | 1982 | Гренобль, Франция      | А. Леконт, Я. Ноа                                   | США            | 1-4  |
| Победа (7)    | 1991 | Лион, Франция          | А. Леконт, Г. Форже                                 | США            | 3-1  |
| Победа (8)    | 1996 | Мальмё, Швеция         | А. Бёч, С. Пьолин, Г. Рау, Г. Форже                 | Швеция         | 3-2  |
| Поражение (5) | 1999 | Ницца, Франция         | С. Грожан, О. Делетр, С. Пьолин, Ф. Санторо         | Австралия      | 2-3  |
| Победа (9)    | 2001 | Мельбурн, Австралия    | С. Грожан, С. Пьолин, Ф. Санторо, Н. Эскюде         | Австралия      | 3-2  |
| Поражение (6) | 2002 | Париж, Франция         | С. Грожан, П.-А. Матьё, Ф. Санторо, Н. Эскюде       | Россия         | 2-3  |
| Поражение (7) | 2010 | Белград, Сербия        | А. Клеман, М. Льодра, Г. Монфис, Ж. Симон           | Сербия         | 2-3  |
| Поражение (8) | 2014 | Вильнёв-д’Аск, Франция | Ж.-В. Тсонга, Г. Монфис, Р. Гаске                   | Швейцария      | 1-3  |
| Победа (10)   | 2017 | Лилль, Франция         | Р. Гаске, Л. Пуй, Ж.-В. Тсонга, П.-Ю. Эрбер         | Бельгия        | 3-2  |
| Поражение (9) | 2018 | Лилль, Франция         | Н. Маю, Л. Пуй, Ж.-В. Тсонга, Ж. Шарди, П.-Ю. Эрбер | Хорватия       | 1-3  |

## Состав в 2023 году
- Бенжамен Бонзи
- Адриан Маннарино
- Николя Маю
- Артур Риндеркнех
- Эдуар Роже-Васслен
- Юго Эмбер
- Артюр Фис

Капитан — Себастьян Грожан

## Недавние игры

### Групповой этап 2023
| Великобритания 2 | Манчестер Арена, Манчестер, Великобритания 17 сентября 2023 Хард(i) | Манчестер Арена, Манчестер, Великобритания 17 сентября 2023 Хард(i) | Франция 1 |      |       |  |
| \| \| \| \| 1 \| 2 \| 3 \| \| \| - \| \| ---------------------------------------------------------- \| ---- \| ---- \| ----- \| \| \| 1 \| \| Дэниел Эванс Артюр Фис \| 3 6 \| 6 3 \| 6 4 \| \| \| 2 \| \| Кэмерон Норри Юго Эмбер \| 65 7 \| 6 3 \| 5 7 \| \| \| 3 \| \| Нил Скупски / Дэниел Эванс Николя Маю / Эдуар Роже-Васслен \| 1 6 \| 7 64 \| 78 66 \| \| |                                                                     |                                                                     |           |      |       |  |
| |                                                                     |                                                                     | 1         | 2    | 3     |  |
| 1 | Великобритания · Франция                                            | Дэниел Эванс Артюр Фис                                              | 3 6       | 6 3  | 6 4   |  |
| 2 | Великобритания · Франция                                            | Кэмерон Норри Юго Эмбер                                             | 65 7      | 6 3  | 5 7   |  |
| 3 | Великобритания · Франция                                            | Нил Скупски / Дэниел Эванс Николя Маю / Эдуар Роже-Васслен          | 1 6       | 7 64 | 78 66 |  |

| Австралия 2 | Манчестер Арена, Манчестер, Великобритания 14 сентября 2023 Хард(i) | Манчестер Арена, Манчестер, Великобритания 14 сентября 2023 Хард(i) | Франция 1 |     |   |  |
| \| \| \| \| 1 \| 2 \| 3 \| \| \| - \| \| ----------------------------------------------------------- \| ---- \| --- \| - \| \| \| 1 \| \| Макс Пёрселл Адриан Маннарино \| 64 7 \| 4 6 \| \| \| \| 2 \| \| Алекс де Минор Юго Эмбер \| 7 62 \| 6 3 \| \| \| \| 3 \| \| Макс Пёрселл / Мэттью Эбден Николя Маю / Эдуар Роже-Васслен \| 7 5 \| 6 3 \| \| \| |                                                                     |                                                                     |           |     |   |  |
| |                                                                     |                                                                     | 1         | 2   | 3 |  |
| 1 | Австралия · Франция                                                 | Макс Пёрселл Адриан Маннарино                                       | 64 7      | 4 6 |   |  |
| 2 | Австралия · Франция                                                 | Алекс де Минор Юго Эмбер                                            | 7 62      | 6 3 |   |  |
| 3 | Австралия · Франция                                                 | Макс Пёрселл / Мэттью Эбден Николя Маю / Эдуар Роже-Васслен         | 7 5       | 6 3 |   |  |

| Франция 3 | Манчестер Арена, Манчестер, Великобритания 12 сентября 2023 Хард(i) | Манчестер Арена, Манчестер, Великобритания 12 сентября 2023 Хард(i) | Швейцария 0 |     |     |  |
| \| \| \| \| 1 \| 2 \| 3 \| \| \| - \| \| ------------------------------------------------------------------ \| --- \| --- \| --- \| \| \| 1 \| \| Адриан Маннарино Доминик Штрикер \| 3 6 \| 6 1 \| 6 4 \| \| \| 2 \| \| Юго Эмбер Стэн Вавринка \| 6 4 \| 6 4 \| \| \| \| 3 \| \| Николя Маю / Эдуар Роже-Васслен Стэн Вавринка / Марк-Андреа Хюслер \| 6 2 \| 6 2 \| \| \| |                                                                     |                                                                     |             |     |     |  |
| |                                                                     |                                                                     | 1           | 2   | 3   |  |
| 1 | Франция · Швейцария                                                 | Адриан Маннарино Доминик Штрикер                                    | 3 6         | 6 1 | 6 4 |  |
| 2 | Франция · Швейцария                                                 | Юго Эмбер Стэн Вавринка                                             | 6 4         | 6 4 |     |  |
| 3 | Франция · Швейцария                                                 | Николя Маю / Эдуар Роже-Васслен Стэн Вавринка / Марк-Андреа Хюслер  | 6 2         | 6 2 |     |  |